# U.F.O. (phim 2012)
U.F.O. (sau đổi tên thành Alien Uprising vào năm 2013) là một bộ phim khoa học viễn tưởng của Anh công chiếu năm 2012 nói về đề tài người ngoài hành tinh xâm lược, do nhà làm phim độc lập người Anh Dominic Burns viết kịch bản và đạo diễn. Phim có sự tham gia diễn xuất của Bianca Bree, Sean Brosnan và Simon Phillips. U.F.O. được quay ở Crabtree Close, Allestree, Derby.

## Cốt truyện
Câu chuyện khởi đầu tại Luân Đôn nước Anh khi một nhóm năm người bạn thân rủ nhau đi chơi thâu đêm trong quán bar và một cặp đôi trong bọn chia sẻ khoảnh khắc cầu hôn lãng mạn của mình.Thế rồi đã xảy ra những điều kỳ lạ khi cả thành phố bị mất điện đột ngột, có tiếng động ồn ào vang lên khắp nơi làm cả nhóm vội chạy ngoài và ngạc nhiên khi nhìn thấy một chiếc phi thuyền khổng lồ (UFO) của người ngoài hành tinh đang bay lượn trên bầu trời Luân Đôn chuẩn bị đánh chiếm thành phố này. Cả nhóm giờ đây phải tự xoay xở trong cuộc chiến chống lại đạo quân xâm lược Trái Đất của người ngoài hành tinh và cố tìm cách sống sót trước tình cảnh hỗn loạn này.

## Diễn viên
- Bianca Bree vào vai Carrie/Phát thanh viên truyền hình
- Sean Brosnan vào vai Michael Galloway
- Jean-Claude van Damme vào vai George
- Simon Phillips vào vai Robin
- Maya Grant vào vai Dana
- Jazz Lintott vào vai Vincent
- Andrew Shim vào vai Sam
- Peter Barrett vào vai Kenny
- Julian Glover vào vai John
- Sean Pertwee vào vai Tramp
- Joey Ansah vào vai Sĩ quan Cảnh sát / Người lính biệt đội Black Ops
- Dominic Burns vào vai Pete
- Andy Fenn vào vai gã béo đói bụng
- Jason Bee vào vai cậu bé bị xô đẩy

## Phát hành
Với tên gọi UFO, bộ phim được công chiếu lần đầu tại Rạp Prince Charles, Leicester Square, Luân Đôn vào ngày 13 tháng 12 năm 2012 và phát hành chung vào ngày 24 tháng 12. Tháng 6 năm 2013, bộ phim được đặt lại tựa đề là Alien Uprising và tái phát hành tại các rạp chiếu phim, cũng như qua các dịch vụ video theo yêu cầu. Phim được phát hành qua định dạng video gia đình vào ngày 17 tháng 12 năm 2013.

## Đón nhận
Neil Smith của Total Film chấm cho phim 2/5 sao và bình phẩm, "Chao ôi, không có sự khéo léo tài chính nào đủ dể bào chữa cho lối diễn xuất đơn sơ và lời thoại thô thiển qua món quà yếu ớt này".  Paul Mount của tờ Starburst chấm cho bộ phim này 3/10 điểm và nêu nhận định, "UFO là phát súng tịt ngòi không có kịch bản mạch lạc cũng như ngân sách không đủ để làm phim."